# Acueducto Los Arcos (Teruel)
El acueducto de los Arcos o Traída de las Aguas es un acueducto de la ciudad de Teruel (España) y se trata de una de las obras de ingeniería más relevantes del Renacimiento español.
En 2007 fue declarado bien de interés cultural con categoría de monumento.

## Contexto
Su construcción obedeció a la necesidad de mejorar el suministro de agua a la ciudad de Teruel, que hasta ese momento dependía de los grandes algibes construidos en el último cuarto del siglo XIV en la actual plaza Carlos Castel y de varios pozos y aljibes más pequeños distribuidos por otros puntos del casco urbano. Las obras de la Traída se iniciaron en 1537, captándose el agua de la Peña del Macho, fuente situada a mitad de camino entre Teruel y Valdecebro; pero pronto debieron abandonarse debido a su elevado coste económico.

## Construcción

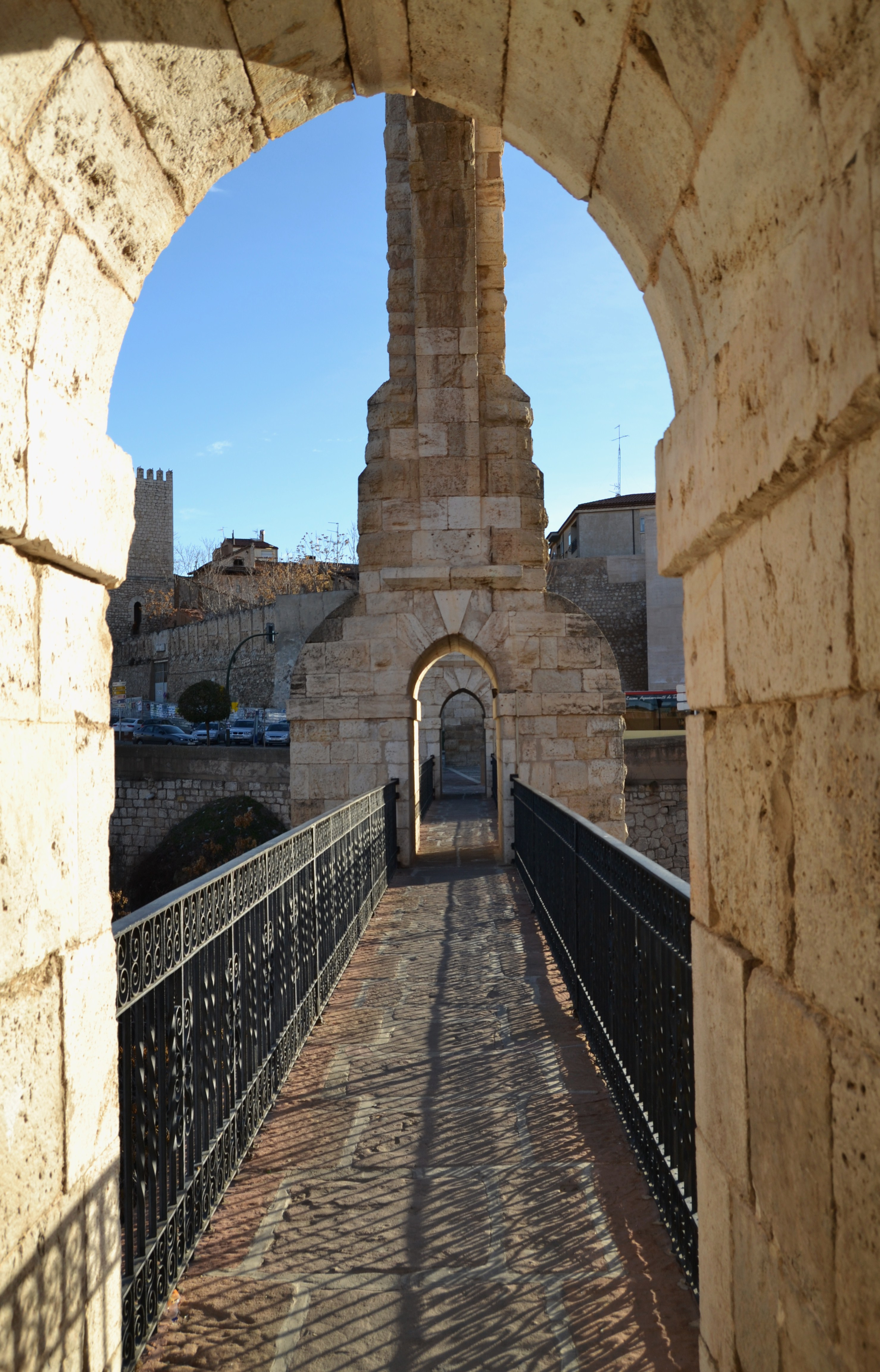
Vista del paso por el viaducto

En 1551 el Concejo de Teruel encargó el reinicio de la construcción de la Traída de Aguas a Quinto Pierres Bedel, arquitecto de origen francés que había concluido con éxito el complicado recalce de la torre mudéjar de San Martín. Pese a las dificultades, las obras fueron a un buen ritmo y en 1552 ya se había completado el tramo existente entre la Peña del Macho y el Carrel. Para ello había sido necesario tender una conducción de 4450 m realizada con unos 12 000 arcaduces de cerámica; contaba con 140 arquetas y dos minas subterráneas (unos 190 m de longitud), cruzando dos barrancos mediante arquerías; en fechas posteriores se agregaron dos nuevos arcos y una mina, a fin de mejorar el trazado en tres puntos conflictivos. 
Para salvar el barranco que delimitaba por el Noreste la Ciudad, último gran obstáculo orográfico, Bedel diseñó Los Arcos, estructura que da nombre a toda la Traída. Esta emblemática construcción es de clara inspiración clásica y aúna magistralmente su carácter utilitario (acueducto y viaducto) con el representativo. Consta de dos niveles, el superior de seis arcos y el inferior de dos. 
Una vez concluidos Los Arcos en 1554, el siguiente paso fue solventar la complicada distribución del agua en una ciudad ya edificada y con significativas irregularidades topográficas. Además de los puntos de suministro necesarios para cubrir las demandas vecinales, fue preciso crear tres fuentes suplementarias exigidas por D. Hernando de Aragón, arzobispo de Zaragoza, como contraprestación a la prórroga del plazo de la contribución para la ejecución de la obra cobrada a los clérigos turolenses.

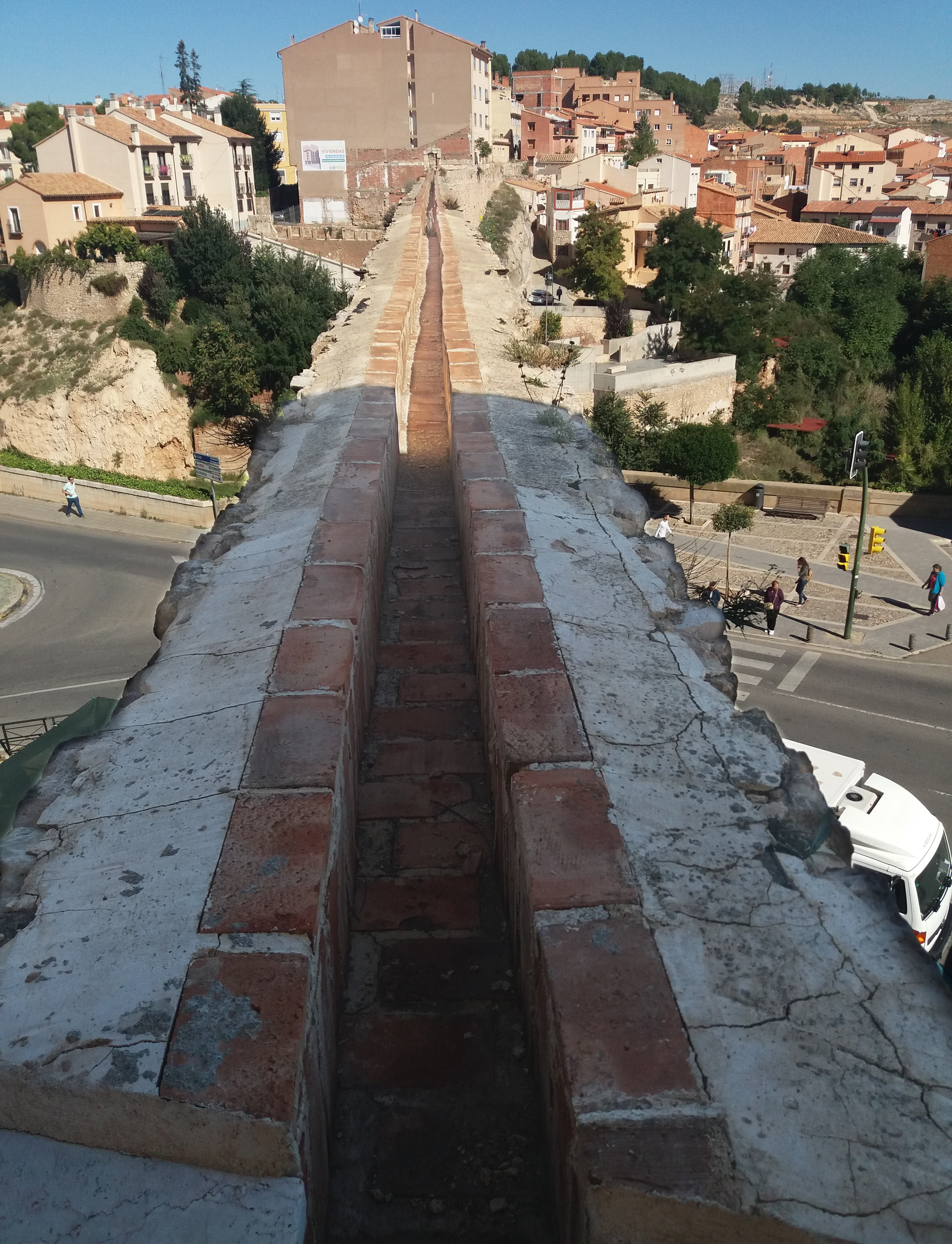
Canal del acueducto

En medio de una gran expectación popular, el agua llegó a la fuente de la plaza Mayor en 1558. En los años siguientes se fue completando la trama urbana de la Traída, hasta instalar un total de 14 puntos de agua, alimentados por una conducción de casi 2500 m, realizada con unos 6500 arcaduces de cerámica y que integra una mina, siete grandes arcas (alguna de considerables dimensiones) y otras 40 arcas subterráneas más pequeñas. Fuera del casco histórico, las aguas de la Traída también llegaron al Arrabal, si bien la información disponible sobre este ramal es sumamente escasa. 
La Traída de Aguas integró igualmente un conjunto de arbellones, en su mayor parte construidos durante la Baja Edad Media, a través de los que se canalizaron las aguas sobrantes del sistema, vertiéndolas directamente a barrancos o incorporándolas a los sistemas de riegos. Estos grandes colectores, que también recibían las aguas pluviales, suman más de 900 m de galerías subterráneas. 
La construcción de la Traída no estuvo exenta de problemas. En 1566 fue necesario trasladar dos de la fuentes construidas en 1559, ya que generaban humedades en las iglesias de San Martín y Santiago. Además, los costes económicos de la construcción obligaron a imponer nuevas tasas municipales que se mantuvieron al menos hasta 1585. En el año 1583 se realizó una visita general al conjunto de la Traída de Aguas, realizándose una pormenorizada descripción de la misma (salvo del tramo del Arrabal), generando un documento esencial para el conocimiento de la conducción renacentista.

## Mantenimiento y reformas

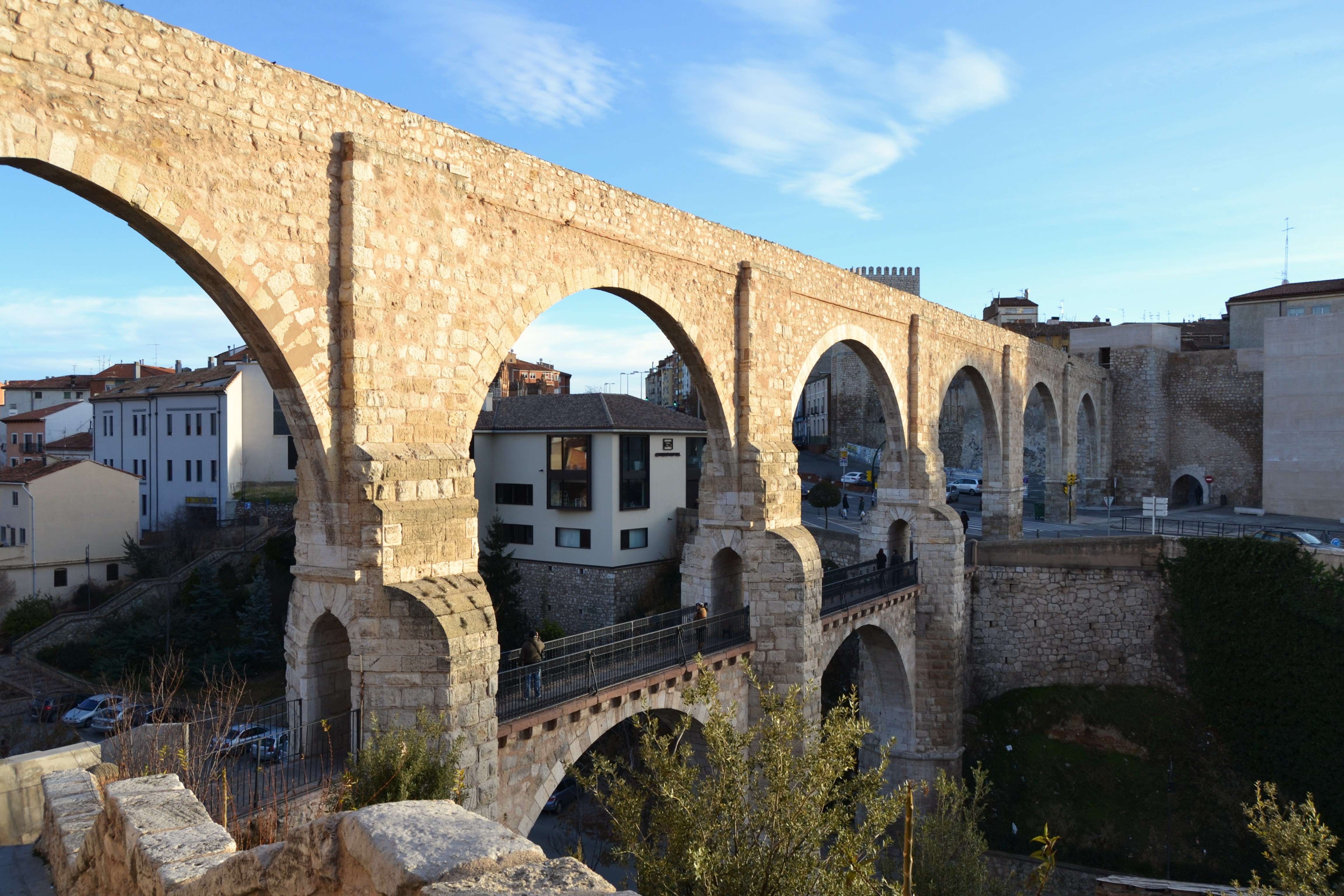
Vista de los Arcos

Con posterioridad a esa fecha la Traída fue objeto de continuas labores de mantenimiento y de algunas reformas de entidad, entre las que destacan las ya citadas construcciones de dos nuevos arcos, varias arcas de grandes dimensiones y otra mina en el tramo rural; y de nuevas minas o galerías subterráneas en el tramo urbano, destinadas estas últimas a facilitar la sustitución de los arcaduces obstruidos o rotos. También se documenta arqueológicamente la realización de pequeñas derivaciones o captaciones de la trama urbana principal. Pero la reforma de mayor entidad de la que tenemos constancia data de 1866, año en el que se sustituye el tendido de arcaduces por una conducción de hierro en el tramo rural existente entre la Mina del Collado y el «arca de piedra picada» sita al pie del actual depósito de agua. Esta obra supuso un cambio parcial del trazado, lo que ha permitido que se conserven algunos tramos de la conducción original de arcaduces en el entorno de este último punto.
Al igual que otros monumentos de la ciudad, se vio muy afectado por los efectos de la batalla de Teruel durante la Guerra Civil Española, llegando a derrumbarse algunos de los arcos. Sería restaurado al finalizar la contienda.